# Oulimnius nitidulus
Oulimnius nitidulus is een keversoort uit de familie beekkevers (Elmidae). De wetenschappelijke naam van de soort werd in 1866 gepubliceerd door John Lawrence LeConte.